# حديقة جزر ليندمان الوطنية
جزر ليندمان هي حديقة وطنية في ولاية كوينزلاند، أستراليا، 885 كم شمال غرب بريزبان.